# 尤哈尼·欣蒂卡
卡尔·尤哈尼·欣蒂卡（芬蘭語：Kari Juhani Hintikka，1966年—），是一名芬兰企业经理。
欣蒂卡于2020年10月被任命为F-Secure首席执行官。他于2022年至2024年担任WithSecure首席执行官。他自2011年起担任Comptel首席执行官。他因被查出涉嫌在2014年秋季股票交易中泄露且滥用内幕信息而不再受雇于诺基亚，2024年他因此事被正式定罪，辞去WithSecure首席执行官的职务并入狱。